# 郎滋
郎滋（1456年—？），字德潤，浙江嚴州府建德縣人，民籍，明朝政治人物。

## 生平
成化十九年（1483年）癸卯科浙江鄉試第二十二名舉人。成化二十三年（1487年）中式丁未科會試第一百四十九名，三甲第九十五名進士。授南京吏科給事中，後出为廣東惠州府知府。

## 家族
曾祖郎與道；祖父郎士原，封御史；父郎勝，按察司副使。嫡母孫氏（封孺人）；生母鮮氏。具庆下。